# Daruma-shū
Daruma-shū – (jap. 達磨宗) Szkoła Bodhidharmy – jedna z pierwszych prób przeniesienia do Japonii nauk szkoły chan. Szkoła przetrwała kilka pokoleń i następnie jej uczniowie zasilili szkołę sōtō. Czasem znana pod nazwą Nihon Daruma-shū (jap. 日本達磨宗; にほん だるましゅう, Japońska Szkoła Bodhidharmy).

## Historia szkoły
Szkoła ta, była do niedawna w ogóle nieznana historykom.
Założycielem szkoły był Dainichi Nōnin (大日能忍; zm. ok. 1195), o którego życiu zachowało się mało informacji. Jedyną wiarygodną datą jest rok 1189. Był to rok, w którym wysłał swoich dwóch uczniów do Chin.
Podobno jego „naturalne usposobienie” skierowało go do zainteresowania się i praktykowania medytacji zen. Osiągnął oświecenie i wybudował klasztor Sambō w rejonie Settsu. Ponieważ w Japonii nie mógł być zatwierdzony jako mistrz zen, gdyż takowych jeszcze w tym kraju nie było, wysłał swoich dwóch uczniów Renchū i Shōbena do Chin w 1189 roku. Nieśli oni ze sobą list i podarki od Nōnina dla mistrza chan Zhuo’ana Deguanga (1121–1203). W liście Nōnin prosił o rozpoznanie go jako mistrza zen. Daguang wystawił certyfikat potwierdzenia oświecenia i przesłał także dary: szatę, swój portret oraz podobiznę Bodhidharmy. Podobno potem Nōnin stał się dosyć sławny i miał wielu uczniów, wśród nich Kakuana, który działał w rejonie Tōnomine.
Historię szkoły można poznać z trzech tekstów tej tradycji oraz z tekstów innych tradycji, które zwróciły na nią uwagę. Teksty szkoły Darumy to:
- Kenshō jōbutsuron
- Jōtōshōgakuron
- Hōmon taikō.

Są to krótkie teksty, które jednak zawierają ważne informacje o szkole. Wynika z nich, że szkoła ta uważała się za duchową spadkobierczynię pierwszego patriarchy chan - Bodhidharmy. Trzy traktaty Bodhidharmy (jap. Daruma sanron) traktowane są jako podstawa doktrynalna. Inny element doktryny stanowiła Sutra Śurangama, dlatego używało się terminu ikkyō sanron (Jedna sutra i trzy traktaty).
Teksty te wykazują podobieństwo do wczesnych tekstów mistrzów chan z okresu Tang. Trudno jest rozwiązać problem, jak były one rozumiane przez członków szkoły Darumy. Teksty te z kolei różniły się bardzo poważnie od metodycznie uprawianego stylu chan okresu Song.
Szkoła ta przyjęła tożsamość umysłu i Buddy lub natury Buddy we wszystkich żywych istotach. Traktuje jako szczęście być oświeconym w tym życiu. Aby zapewnić szczęście i ochronę przed katastrofami, chorobą i innymi złymi zdarzeniami, szkoła praktykowała szeroko recytowanie magicznych formuł i przeprowadzała ezoteryczne rytuały. Wykonywano również rytuały ku czci Bodhidharmy (jap. Daruma-kōshiki), co było istotą kultu Bodhidharmy w szkole.
Co jest charakterystyczne, Nōnin nie przejął w całości stylu chan Deguanga, a właściwie jego nauczyciela Dahuia.  Od nich pochodziło tylko kładzenie nacisku na medytację zen i dążenie do doświadczenia oświecenia. Styl szkoły Darumy pochodził z medytacji zen praktykowanej w szkole tendai, który z kolei opierał się na praktyce wczesnego chanu, a szczególnie na praktyce północnej szkoły chan, wprowadzonej do Japonii przez Saichō. Łączono więc zen z naukami sutr (jap. zenkyō itchi). Do doktryny szkoły Darumy Nōnin włączył również elementy praktyk ezoterycznych tendai. Całkowicie odrzucił praktykowanie kōanów. Szkoła ta różniła się więc zdecydowanie od szkoły linji, której przedstawicielami byli Dahui i jego uczeń Deguang.
Jest pewne, że tradycja ta nie wytworzyła nic podobnego chociażby do trzech dużych klasztorów wybudowanych przez Eisaia w Hakacie (Shōfuku-ji), Kioto (Kennin-ji) i Kamakurze (Jufuku-ji). Wiadomo, że główną siedzibą szkoły był klasztor Sambō w rejonie Settsu. Nie wiadomo, kiedy został założony. Był zależny od ośrodka szkoły tendai na górze Hiei. Nōnin miał jeszcze drugie miejsce zamieszkania na Wschodniej Górze w Kioto. Nie wiadomo dlaczego później Kakuan przeniósł się z Sambō-ji do klasztoru Myōraku w Tōnomine, można jednak przypuszczać, że stało się to, aby uniknąć wrogości ze strony mnichów z góry Hiei. Klasztor stał do okresu wojny Ōnin (1467-1477). Był klasztorem dosyć zasobnym. Posiadał chiński relikwiarz (skt śarira), „relikwie” bodhisattwy Samantabhadry oraz sześciu patriarchów chińskiego chanu, szatę Dharmy mistrza Dahui, portet Deguanga i wiele więcej. Tuż przed spaleniem klasztoru cały klasztorny skarb został przeniesiony do przyjaźnie nastawionego klasztoru Shōbō w Kioto, należącego do szkoły Jōdo. Tam pozostał w przechowaniu niezauważony przez historyków aż do współczesnych czasów.
Po śmierci Nōnina w 1194 lub 1195 roku szkołę poprowadził Butchi Kakuan (仏智覺晏; zm. 1234?), który wraz z uczniami przeniósł się do Tōnomine. Miejsce to było silnym centrum buddyzmu tendai. Jednak w 1228 roku po ataku mnichów z klasztoru Kōfuku w Narze i spaleniu Tōnomine, szkoła rozpierzchła się. Koun Ejō dołączył do Dōgena, który przebywał w Kukakusie obok Kioto w 1234 roku. Grupa uczniów szkoły wraz z Kakuanem schronili się w rejonie Kioto. Kakuan zmarł około 1234 roku. Jego spadkobiercą został Kakuzen Ekan (zm. 1251).
Grupa uczniów prowadzona przez Ekana przeniosła się do klasztoru Hajaku w rejonie Echizen. Jednak w 1241 roku cała grupa uczniów szkoły Darumy pod przewodnictwem swego nauczyciela Ekana dołączyła do szkoły sōtō (w Kōshō-ji) prowadzonej przez Dōgena. Można przypuszczać, że w Hajaku-ji, należącym do szkoły tendai, nie czuli się zbyt pewnie. Zapewne również i Koun Ejō zachęcał ich. Ten ruch był dość charakterystyczny; chociaż nominalnie szkoła Darumy powinna przynależeć do szkoły rinzai, to jednak w całości przeszła do mniej progresywnej szkoły sōtō. Wszyscy oni po śmierci Dōgena odegrali główną rolę w szerzeniu nauk szkoły sōtō.
Prawdopodobnie szkoła liczyła około 30 członków. Oto kilka generacji szkoły:
- 49/22 Dahui Zonggao (1089–1163)

- 50/23 Zhuo’an Deguang (1121–1203)

- 51/24/1 Dainichi Nōnin (zm. ok. 1195)

- 52/25/2. Renchū
- 52/25/2. Shōben
- 52/25/2. Mukyū
- 52/25/2. Jōkan
- 52/25/2. Kanjin
- 52/25/2. Kanshō
- 52/25/2. Butchi Kakuan (zm. ok. 1234)

- 53/26/3. Eki
- 53/26/3. Eshō
- 53/26/3. Egi
- 53/26/3. Koun Ejō (1198–1280)

- 54/27/4. Giun

- 53/26/3. Kakuzen Ekan (zm. 1251)

- 54/27/4. Gien
- 54/27/4. Gijun
- 54/27/4. Gison
- 54/27/4. Giun
- 54/27/4. Tettsū Gikai (1219–1309)

- 55/28/5. Keizan Jōkin (1268–1325)